# ASP.NET Dynamic Data
ASP.NET Dynamic Data es un Framework inspirado en Ruby on Rails para la plataforma de Microsoft, que viene como una extensión de ASP.NET y se puede utilizar para construir aplicaciones web orientadas a los datos. Expone las tablas de una base de datos mediante la codificación en la URI del servicio web ASP.NET y los datos de la tabla se representan automáticamente a HTML. El proceso de renderizado se puede controlar con el uso de plantillas de diseño personalizadas. Internamente, se descubre el esquema de base de datos mediante el uso de los metadatos de la base de datos.
- Datos: Q580684